# Trabajador de cuello verde
La expresión trabajador de cuello verde (traducción literal de la misma en inglés, green-collar worker) hace referencia al trabajador dedicado a los sectores de la economía sostenible.
Los trabajadores verdes satisfacen la demanda de desarrollo sostenible. Generalmente, implementan el diseño, política y tecnología implicados medioambientalmente, para mejorar la conservación del medio ambiente.

## Lista de empleos verdes
Esta no es una lista exhaustiva, pero incluye algunos de los empleos posibles en economías sustentables.

### Agricultor Urbano
Produce alimentos en ciudades densamente pobladas. Esto reduce la utilizacion de pesticidas, la huella de carbono de cada alimentos otros recursos.

### Agricultor Agroecológico u Orgánico
Producen alimentos sin agrotóxicos y de una forma sostenible en el tiempo.

### Biólogo Marino
Estudia los ecosistemas marinos, su vida y sus condiciones para su conservación.

### Científico del Ambiente
Abarca una variedad de trabajos, desde tratamiento de aguas, control de calidad del aire y diseño de plantas de compostaje hasta conservación de la biodiversidad o auditorías medioambientales, entre otros.

### Científico Agrícola
Estudian plantas y animales comerciales, crean soluciones a los problemas actuales y alternativas creativas que son más sustentables. 

### Científico del Cambio Climático
Estudia las causas y los efectos del cambio climático.

### Consultor Ambiental
Ofrece asesoría, capacitación y trámites relacionados con todos los asuntos en materia ambiental de una empresa u organización.

### Diseñador de Edificios Verdes
Arquitectos, ingenieros y otros especialistas hacen construcciones que son eficientes, generan energía y/o aprovechan los recursos de mejor manera.

### Ecólogo
Estudian los ecosistemas en su conjunto. Pueden hacer investigaciones de diversos tipos, integrar equipos de asesoramiento ambiental, entre muchas otras opciones.

### Especialista en Salud Ambiental
Estudia la relación entre el ambiente y la salud de las poblaciones. 

### Guardaparques
Se encargan de proteger, mantener y hacer accesibles los parques nacionales y reservas naturales.

### Gestor Ambiental
Diseña estrategias de utilización racional de energía y recursos para empresas, estados, etc.

### Gestor Forestal
Se aseguran de que los bosques sean protegidos y se utilicen de forma sustentable.

### Ingeniero de Autos Eléctricos
Diseña y crea tecnología para la industria de los vehículos eléctricos, necesarios para la transición hacia un modelo sin combustibles fósiles.

### Ingeniero Ambiental
Equilibra el impacto ambiental que trae la producción industrial con la normativa del lugar.

### Ingeniero en Energías Renovables
Estudia qué energías renovables y en cuáles de sus formas son la mejor solución para cada instalación, proyecto o consumidor.

### Instalador de Paneles Solares
Tanto individuales como industrias y organismos gubernamentales los contratan para colocar una alternativa sustentable de generación de energía eléctrica.

### Periodista Ambiental
Se dedican a informar a la población sobre noticias relacionadas al ambiente, sustentabilidad, etc.

### Reciclador
En una planta de reciclaje hay muchos empleos, desde separador de materiales hasta operarios, técnicos de mantenimiernto y gerentes. También se incluyen transportistas que llevan los materiales desde donde se descartan hasta la planta.

## Educación
Los trabajadores de cuello verde se pueden formar en escuelas verdes. Además, existen algunas carreras que se relacionan con los empleos verdes.
- Ingeniería Ambiental
- Ingeniería Forestal
- Ciencia Ambiental
- Agronomía
- Biología
- Gestión Ambiental
- Ciencias Oceánicas
- Ciencias de la Atmósfera
- Ecología
- Evaluación Ambiental
- Geología
- Periodismo (con especialización en periodismo ambiental)
- Arquitectura (con especialización en arquitectura sustentable)
- Economía (con especialización en economía sustentable o circular)
- Turismo (con especialización en turismo ambiental)
- Abogacía (con especializacion en derecho ambiental)
- Nutrición (con especialización en alimentación vegana o alimentación basada en plantas)

### En inglés
- Green school (Escuela verde)
- Green Jobs Initiative (UNEP/ILO/IOE/ITUC):
  - Landmark New Report Says Emerging Green Economy Could Create Tens of Millions of New "Green Jobs" (UNEP).
- Green for All
- Columbia Journalism Review
- Public Radio episode (enlace roto disponible en Internet Archive; véase el historial, la primera versión y la última).
- Huffington Post
- OnEarth Magazine » Looking for a Few Good Men
- Green Collar Jobs Campaign
- Common Sense
- Green Collar Economy
- GreenJobs, "100% Green" Job Board
- "On the media"'s Word Watch
- Jobs in Green Technology Sector, LA (Economic Roundtable).

- Datos: Q3522263